# Реутер, Вальтер
Вальтер Реутер (нем. Walter Reuter; 4 января 1906, Берлин—2005, Куэрнавака, Мексика) — немецкий фотограф, кинематографист, режиссёр, журналист, антифашист.

## Биография
Сын берлинского рабочего. Вырос в пролетарском районе. Участник левого крыла молодёжного движения. После участия в акции солидарности против жестокости берлинской полиции 1 мая 1929 г. потерял работу на химическом заводе. Занялся фотографией и стал внештатным фотографом. Для издания «Arbeiter-Illustrierte-Zeitung», среди прочего, снял документальный фильм о штурмовиках-«коричневорубашечниках» Берлина (1933). С приходом к власти нацистов, опасаясь за свою жизнь, бежал во Францию.
Участвовал в гражданской войне в Испании, сражался на стороне республиканцев сначала с оружием в руках, затем с помощью фото- и кинокамеры. После окончания войны был интернирован. В 1942 году ему удалось бежать вместе с женой и ребёнком. Добрался до Касабланки, затем выехал в Мексику.
Там Реутеру удалось стать одним из самых известных фотожурналистов в стране. Он работал для крупных мексиканских журналов, создал по заказу правительства многочисленный документальный фотоматериал, снимал жизнь местных немецких эмигрантов. Позже работал, как оператор и режиссёр. Создал ряд социально критических документальных и короткометражных художественных фильмов.
С 1950-х годов документировал жизнь коренных народов Мексики. Много путешествовал в отдалённые районы страны. Ему удалось завоевать доверие местных жителей-индейцев. Реутер не только снимал о них документальные фильмы, но и стремился защищать культурно-политические права коренного населения Мексики.

## Режиссёр документальных фильмов
- 1954 — Historia de un río
- 1952 — Corazón de la ciudad
- 1952 — El botas
- 1952 — El hombre de la isla
- 1952 — Guerra al paludismo
- 1952 — La brecha
- 1952 — Tierra de chicle
- 1952 — Tierra de esperanza

Как оператор с 1952 по 1971 год снял 22 фильма.